# منتخب نيجيريا لكرة القدم الشاطئية
منتخب نيجيريا لكرة القدم الشاطئية (بالإنجليزية: Nigeria national beach soccer team)‏ ، هي منتخب وطني لكرة القدم الشاطئية في نيجيريا، شاركت في كأس العالم الشاطئية وكأس أفريقيا.

## مشاركاته
- موسم 2006: حققت نيجيريا وصيف كأس أفريقيا لكرة القدم الشاطئية، وكما خرجت من دور المجموعات في كأس العالم الشاطئية.
- موسم 2007: حققت نيجيريا اللقب الأول لكأس أفريقيا، وتأهلت إلى ربع النهائي من كأس العالم لكرة القدم الشاطئية.
- موسم 2009: خرجت نيجيريا من دور المجموعات لكأس العالم لكرة القدم الشاطئية.
- موسم 2011: حققت نيجيريا وصافة البطولة الأفريقية، وتأهلت إلى ربع النهائي لبطولة كأس العالم الشاطئية لكرة القدم.

## مصدر
1. ↑  "FIFA Beach Soccer World Cup: Nigeria - Squad List - FIFA.com". مؤرشف من الأصل في 2012-11-12.

## وصلة خارجية
- FIFA.com profile